# Relations entre le Brésil et la république démocratique du Congo
Les relations entre le Brésil et la république démocratique du Congo sont les relations diplomatiques entre la république fédérative du Brésil et la république démocratique du Congo.

## Histoire
Durant la traite négrière atlantique, le Portugal a transporté de nombreux esclaves africains du Congo vers le Brésil. En 1960, la RD Congo (alors connue sous le nom de Zaïre) a obtenu son indépendance de la Belgique. En 1968, le Brésil et la RD Congo ont établi des relations diplomatiques. En 1972, le Brésil a ouvert une ambassade permanente à Kinshasa. En 1974, la RD Congo a ouvert une ambassade à Brasilia. En 1987, le président Mobutu Sese Seko a effectué une visite officielle au Brésil. À l'occasion de sa visite, un communiqué conjoint a été signé entre les deux nations.
En 1997, le Brésil a fermé son ambassade à Kinshasa, mais celle-ci a été rouverte en 2004. En 2005, le vice-président congolais, Jean-Pierre Bemba, a effectué une visite officielle au Brésil. En 2010, le ministre brésilien des Affaires étrangères, Celso Amorim, s'est rendu à Kinshasa. Lors de sa visite, le ministre des Affaires étrangères Amorim a annoncé que le gouvernement brésilien contribuerait à hauteur d'un million de dollars américains aux mécanismes de réparation et d'accès à la justice pour les victimes de violences sexuelles en RD Congo. En avril 2013, les Nations Unies ont nommé le général brésilien Carlos Alberto dos Santos Cruz à la tête de la Mission de l'Organisation des Nations Unies pour la stabilisation en République démocratique du Congo (MONUSCO).
En 2011, la 3e session de la Commission mixte Brésil-RD Congo s'est tenue à Brasilia, après une interruption de 25 ans depuis la dernière réunion; au cours de cette session, des partenariats bilatéraux ont été relancés dans des domaines tels que l'agroécologie, l'agriculture familiale, la formation des ressources humaines, la science et la technologie.
En septembre 2015, le ministre brésilien des Affaires étrangères, Mauro Vieira, s'est rendu à Kinshasa et a rencontré le président Joseph Kabila. Lors de son séjour dans le pays, le ministre des Affaires étrangères Vieira s'est rendu à Goma et a tenu une réunion de travail avec le représentant spécial du Secrétaire général des Nations Unies pour la RDC et chef de la Mission des Nations Unies pour la stabilisation en RDC, Martin Kobler. Il a également rencontré le général brésilien Carlos Alberto dos Santos Cruz, commandant de la force militaire de la MONUSCO.
En 2018, le général brésilien Elias Martins Filho a pris le commandement de la MONUSCO,.

## Accords bilatéraux
Les deux pays ont signé plusieurs accords bilatéraux, notamment un Accord de coopération économique, commerciale, technique, scientifique et culturelle (1972); un Accord commercial (1973); un Accord sur le transport aérien (1973); un Accord de communiqué conjoint (1987); un Protocole d'accord entre l'Institut Rio Branco du ministère brésilien des Affaires étrangères et l'Académie diplomatique congolaise du ministère des Affaires étrangères (2011); et un Accord sur la restructuration de la dette souveraine (2017).